# Angeklagt: Henry Kissinger
Angeklagt: Henry Kissinger ist ein US-amerikanischer Dokumentarfilm aus dem Jahre 2002, der auf dem Buch Die Akte Kissinger von Christopher Hitchens beruht. Der Film wurde von Eugene Jarecki inszeniert. Im Original fungiert der Schauspieler Brian Cox als Erzähler.
Wie die Buchvorlage beschäftigt sich der Film mit Kriegsverbrechen und illegalen verdeckten Operationen, für die der ehemalige Sicherheitsberater des US-Präsidenten und spätere US-Außenminister Henry Kissinger verantwortlich bzw. mitverantwortlich gewesen sein soll.

## Hintergrund
Nach der Unabhängigkeit Osttimors und dem Ende der rechtsgerichteten Militärdiktaturen in vielen lateinamerikanischen Ländern in den 1980er- und 1990er-Jahren wurde damit begonnen, politisch motivierte Verbrechen aus der Vergangenheit dieser Länder aufzuarbeiten. In diesem Zusammenhang wurde ab etwa den 1990er-Jahren zunehmend auch die Mitverantwortung der USA an staatlichen Verbrechen von Gerichten und investigativen Journalisten untersucht. Gerichte in Frankreich, Spanien und mehreren lateinamerikanischen Ländern wollten Kissinger vorladen und ihn zu seiner Beteiligung an den Menschenrechtsverletzungen in Lateinamerika befragen, insbesondere zum gewaltsamen Verschwindenlassen und Ermorden hunderttausender Menschen, der so genannten Desaparecidos, durch die Militärregime etwa in Chile und in Argentinien vor allem in den 1970er-Jahren. Kissinger ist diesen gerichtlichen Vorladungen nie gefolgt.
Für Informationen bezüglich der Rolle Kissingers und der USA in Lateinamerika siehe auch: Beziehungen zwischen Lateinamerika und den Vereinigten Staaten#US-Unterstützung autoritärer Herrschaft

## Inhalt
Hitchens begründet das Schreiben der Buchvorlage Die Akte Kissinger damit, dass er der Meinung sei, dass Kissinger ein sehr ängstlicher Mann sei, der durch die Verhaftung des chilenischen Generals Pinochets aufgeschreckt worden sei. 1998 war der Ex-Diktator Augusto Pinochet in London festgenommen worden, da er wegen Verbrechen während seiner Herrschaft in Spanien angeklagt worden war. Der Film beschäftigt sich im Wesentlichen mit den Vorwürfen gegen Kissinger, die von diversen Politikern, Journalisten, Menschenrechtsexperten und Juristen aus aller Welt erhoben worden sind. Zu Wort kommen Autor Hitchens, andere Journalisten, Menschenrechtsaktivisten und Weggefährten Kissingers wie Alexander Haig. Außerdem werden Archivaufnahmen Kissingers eingespielt, der selbst bei dem Film nicht mitwirkte.

### Stellungnahmen zu Hitchens’ Vorwürfen

#### Kissinger selbst
Kissinger äußert sich zu den Angriffen Hitchens’, indem er erwähnte, dass dieser ja auch Mutter Teresa und Jackie Kennedy kritisiert und zudem den Holocaust geleugnet hätte. Er werde Hitchens nicht den Gefallen tun, ihm zu antworten. Hitchens selbst kündigte daraufhin an, Kissinger wegen Verleumdung zu verklagen, insbesondere wegen dessen Vorwurf der Holocaustleugnung.

#### Andere Journalisten
Der Investigativjournalist Seymour Hersh meinte, Kissingers „dunkle Seite“ sei „sehr, sehr dunkel gewesen“. Der Chefredakteur Lewis Lapham von Harper’s Magazine, das Auszüge von Hitchens’ Buch „Die Akte Kissinger“ druckte, meinte über Kissingers Reaktion, dass dieser außer Beleidigungen keine substantiellen Argumente gegen die Veröffentlichung und den Inhalt des Buchs vorzubringen gehabt habe.

#### Alexander Haig
Der ehemalige Kissinger-Mitarbeiter und spätere US-Außenminister Alexander Haig sagte, er sei von Hitchens angewidert gewesen. Er forderte den Interviewpartner auf, auf den Hintergrund Hitchens’ zu achten, ohne näher darauf einzugehen, was er damit meinte. Er bezeichnete diesen despektierlich als Abwasserrohrsauger (sewer pipe sucker).

### Aufbau und Handlung
Kissingers Leben wird in kurzen Ausschnitten gezeigt: Er wuchs als deutscher Jude in Fürth in den 1920er- und 1930er-Jahren auf. In der Schule wurde er, weil er kleiner und intelligenter als alle anderen war, gehänselt und verprügelt. Insbesondere litt er unter dem immer stärker werdenden Antisemitismus, der durch die Hetze der Nationalsozialisten verstärkt wurde (siehe Antisemitismus (bis 1945)). 1938 beschloss sein Vater, Deutschland zu verlassen und in die USA auszuwandern. Kissinger diente in der US-Armee und war als Soldat der amerikanischen Militärverwaltung in Deutschland stationiert.
Kurz wird der Werdegang und Aufstieg Kissingers zum Sicherheitsberater unter Präsident Nixon dargestellt. Kissingers Intelligenz und politisches Talent werden vom Filmemacher ausdrücklich hervorgehoben.

### Vorwürfe im Detail

#### Flächenbombardierungen in Vietnam und Kambodscha
Kissinger werden zahlreiche Verbrechen im Zusammenhang mit dem Vietnamkrieg vorgeworfen. Insbesondere wirft ihm Hitchens vor, dass er den Krieg aus strategischen Gründen viel zu spät beendet habe. Aufgrund der außenpolitischen Reputation habe er den Krieg immer mehr eskalieren lassen. In diesem Zusammenhang wird eine Satiresendung eingeblendet, in der ein Kissinger-Doppelgänger sagt, der schönste Augenblick seiner Karriere sei die Auszeichnung mit dem Friedensnobelpreis für die Beendigung des Vietnamkriegs 1973 gewesen. Der größte Misserfolg sei das Jahr 1975 gewesen, als der Vietnamkrieg tatsächlich endete.
Die Autoren des Films betonen im Zusammenhang die exzessive Bombardierung Vietnams im Dezember 1972 (Christmas Bombing), sowie die 500.000 Toten, 2 Millionen Flüchtlinge und die Zerstörung der Lebensgrundlagen, die eine Folge der völkerrechtswidrigen Bombardierung Kambodschas gewesen seien. Als direktes Ergebnis der dadurch mitverursachten Schwächung der kambodschanischen Regierung wird die Machtergreifung Pol Pots und der Roten Khmer dargestellt, die bis zu 3 Millionen Tote zur Folge hatte. Hitchens nannte das Christmas Bombing einen „Massenmord aus der Luft“ und sagte gleichzeitig, dass es nicht genug Marmor in den USA gäbe, um die Namen der ermordeten Vietnamesen in einer Gedenkstätte einzugravieren.
Kissinger selbst wird gezeigt, wie er die Bombardierung Kambodschas rechtfertigt: Der Vietcong habe sich damals Teilen Kambodschas bemächtigt und von dort aus völkerrechtswidrig Angriffe gegen die USA in Südvietnam durchgeführt. Kissinger nannte es „absurd“, sich ein derartiges Verhalten gefallen zu lassen.

#### Indonesische Invasion Ost-Timors
Auf die Behandlung Vietnams und Kambodschas folgt eine Episode zu Kissingers und Präsident Fords Verhalten gegenüber Indonesiens Staatschef Haji Mohamed Suharto, dem die beiden unmittelbar vor seiner militärischen Invasion und Annexion Osttimors ausdrücklich grünes Licht dafür gaben. Mit der Rückendeckung und den Waffenlieferungen Washingtons ließ Suharto in Osttimor einmarschieren. Dieses Vorgehen war ein Verstoß gegen ein amerikanisches Gesetz, den Arms Export Control Act. Dieser beschränkte das Recht der USA, Waffen zu exportieren, wenn ein Land nicht direkt bedroht ist. Ein Verstoß dagegen lag darin, dass keinerlei Gefahr einer Invasion Indonesiens durch Osttimor bestanden hatte. Die Annexion Osttimors führte zu tausenden Menschenrechtsverletzungen und Morden an der Zivilbevölkerung. Im Film werden Überlebende in Osttimor gezeigt, die sich darüber wundern, warum ihnen damals angesichts der Menschenrechtsverletzungen und Massaker des indonesischen Militärs niemand geholfen habe.

#### Putsch in Chile
In Chile bedrohte die demokratische Wahl des sozialistischen Politikers Salvador Allendes US-amerikanische Interessen, nach Darstellung im Film vor allem der amerikanischen Kupferindustrie. Allende wollte die Kupfervorkommen, deren Schürfrechte bei US-amerikanischen Unternehmen lagen, verstaatlichen. Kissinger meinte dazu, dass, wenn die Unverantwortlichkeit des chilenischen Volkes zu einer Wahl Allendes führen würde, man das Recht hätte, dort einzugreifen. Auch Haig rechtfertigte das Verhalten der amerikanischen Regierung damit, dass man kein weiteres marxistisches Regime in seiner Hemisphäre dulden wollte.
Kissinger bereitete eine Verschwörung vor, die „die Chilenen schockieren sollte“. In seinen Memoiren behauptet Kissinger, er habe mit den Ereignissen in Chile nichts zu tun, was offizielle amerikanische Dokumente jedoch widerlegen. General René Schneider, der treu zur chilenischen Verfassung stand und an einem Putsch rechter, pro-amerikanischer Militärs nicht mitgewirkt hätte, wurde als Feind der USA ausgemacht. Eine Entführung Schneiders wurde vorbereitet. Kriminelle wurden rekrutiert und durch die CIA mit Waffen und Geld ausgestattet. Bei dem Versuch seiner Entführung wurde Schneider ermordet. Haig versucht im Film, die Bedeutung dieser Ereignisse herunterzuspielen, und sagt, man hätte ihn doch „nur entführen“ wollen. Entführung sei nur dann ein Verbrechen, wenn man niedere Beweggründe hätte. Hitchens kommentierte dies mit der Bemerkung, dass kein Staatsanwalt es einem Mörder positiv anrechnen würde, wenn dieser sich, neben der Leiche stehend, damit herausreden wolle, dass er das Opfer doch nur entführen wollte.
Eine Untersuchungs-Kommission, das Church Committee, befragte Kissinger zu den Ereignissen in Chile. Ergebnis der Untersuchung war, dass Kissinger über jeden Schritt des Entführungsplans informiert war und diesen unterstützt hatte. Kurz vor der Entführung will Kissinger diesen Plan jedoch widerrufen haben. Ehemalige Weggefährten bezichtigen Kissinger dafür ausdrücklich der Lüge.

#### Abhörskandal
Weiterhin werden Mitarbeiter gezeigt, die ihre Empörung darüber ausdrücken, dass sie durch oder mit Wissen von Kissinger abgehört wurden.

#### Bilanz
Am Ende des Films wird bemerkt, dass die USA zwar das Weltrechtsprinzip implementiert hätten und andere Länder dazu gezwungen haben, dies zu ratifizieren, aber glauben, sich selbst daran nicht halten zu müssen. Seymour Hersh wird zitiert, der meint, dass Henry Kissinger in manchen Momenten realisieren würde, welche Verbrechen er begangen habe, und ihn bedauert, weil Kissinger mit dieser Erinnerung leben müsse.

## Kritik
- Matt Langdon: „You may feel compelled to watch the film twice or pick up a book on the subject. Two good reasons to make this a must see film.“ (deutsch: „Man fühlt sich dazu gezwungen, den Film zweimal zu sehen oder ein Buch zu dem Thema lesen zu wollen. Zwei gute Gründe, die den Film zu einem „Man-muss-ihn-gesehen-haben-Film“ machen.“)[3]
- Filmkritiker Roger Ebert stellt sich in seiner Filmkritik die Frage, ob es die richtige Wahl gewesen sei, Kissinger nach dem 11. September 2001 zum Vorsitzenden eines Ausschusses zu machen, der sich mit der Aufklärung von Terroranschlägen beschäftigt.[5]